# Ivan Kristioglo
Ivan Kristioglo (n. 1 iunie 1952, satul Chirsova, raionul Comrat) este un politician găgăuz din Republica Moldova, care a deținut funcția de președinte al Adunării Populare din UTA Gagauz-Yeri în perioada 2002-2003.

## Cariera profesională
Ivan Petrovici Kristioglo (în alfabetul chirilic: Иван Петрович Кристиогло) s-a născut la data de 1 iunie 1952 în satul Chirsovo din Raionul Comrat, într-o familie de etnie găgăuză. În anul 1973 a absolvit Institutul Pedagogic T.G.Shevchenko din Tiraspol, devenind profesor de limba și literatura rusă.
În perioada noiembrie 1977 - mai 1979 și-a efectuat serviciul militar obligatoriu în Armata Sovietică. În anul 1993 a absolvit Universitatea de Stat din Odesa (Ucraina), obținând titlul de "instructor de științe politice și de discipline social-umaniste". A lucrat ca profesor, director de școală, fiind apoi instructor ideologic al Comitetului raional Comrat al Partidului Comunist din RSS Moldovenească.
În anul 1990 devine primul rector al Universității de Stat din Comrat. A activat în calitate de decan al Departamentului de Cultură Națională a Universității de Stat din Comrat.
În anul 1999 este ales ca deputat în Adunarea Populară a Găgăuziei și președinte al Comisiei permanente pentru regulament, etică parlamentară, petiții, relații cu mass media, funcționarea limbilor și relații interetnice. Este căsătorit și are doi copii.

## Activitatea politică
Organul legislativ al Găgăuziei, Adunarea Populară, este compus din 35 de deputați, care sunt aleși la fiecare patru ani.
În anul 2001 accede la putere în Republica Moldova Partidul Comuniștilor, unul din deputații în Parlament pe lista PCRM fiind ex-Guvernatorul Găgăuziei Gh. Tabunșcic. În regiunea autonomă găgăuză, Partidul Comuniștilor obține 80,5% din voturile alegătorilor, media pe țară fiind de 50%.
În luna ianuarie 2002, s-a produs o sciziune în Adunarea Populară a Găgăuziei. Majoritatea deputaților, în frunte cu Ivan Kristioglo, nu a putut adopta hotărâri, deoarece acestea nu erau aprobate de conducerea Adunării Populare, iar minoritatea, în frunte cu președintele legislativului Mihail Kendighelean, nu putea activa în lipsă de cvorum. În consecință, activitatea legislativă și executivă în autonomie a fost blocată pentru o perioadă de cinci luni.
La 31 ianuarie 2002, un grup din 21 de deputați din Adunarea Populară a Găgăuziei i-au acordat un vot de neîncredere Guvernatorului Găgăuziei și au stabilit pentru data de 24 februarie 2002 organizarea referendumului de revocare din funcție a lui Dumitru Croitor. În ziua respectivă majoritatea secțiilor de votare au fost închise, autoritățile locale (executive) din autonomie luând măsuri pentru zădărnicirea referendumului. Pentru aceste acțiuni ulterior lui Dumitru Croitor, Mihail Kendighelean, Ivan Burgudji le-au fost intentate dosare penale, însă numai Ivan Burgudji a fost condamnat la închisoare, celelalte dosare fiind mai târziu clasate.
În luna aprilie 2002, executivul Găgăuziei și-a dat demisia în bloc. Bașcanul Dumitru Croitor urma să prezinte noua componență a executivului, însă nu a făcut acest lucru, deoarece Direcția pentru justiție a constatat că Adunarea Populară a acceptat demisia încălcând legislația.
La data de 23 mai 2002, deputații din Adunarea Populară (AP) a Găgăuziei au votat pentru demiterea lui Mihail Kendighelean din functia de președinte al organului legislativ al autonomiei, care deținea această funcție din anul 1999. Pentru demiterea lui Kendighelean au votat 24 de deputați, iar împotriva acestei decizii - opt deputați. Potrivit Regulamentului Găgăuziei și Regulamentului Adunării Populare, pentru adoptarea unei astfel de hotărâri sunt necesare 23 de voturi.
Ivan Kristioglo a fost ales la data de 23 mai 2002 în funcția de președinte al Adunării Populare din UTA Gagauz-Yeri, înlocuindu-l pe Mihail Kendighelean. Pentru alegerea lui Ivan Kristioglo în funcția de președinte al Adunării Populare au votat tot 24 de deputați. Această înlocuire s-a produs ca urmare a modificării majorității parlamentare din Adunarea Populară.
La 21 iunie 2002, sub presiunile interne și ale autorităților centrale, Dumitru Croitor demisionează din funcția de Guvernator al Găgăuziei, motivând oficial prin faptul că Adunarea Populară ignoră opinia sa în cazul adoptării deciziilor și îi respinge orice inițiative. Adunarea Populară a Găgăuziei l-a ales la data de 10 iulie 2002 pe președintele său, Ivan Kristioglo, în funcția de guvernator interimar al UTA Găgăuzia.
Adunarea Populară a UTA Gagauz Yeri din 26 iulie 2002 a anulat decizia ei anterioară de a-l numi pe președintele Adunării, Ivan Kristioglo, ca guvernator interimar după demisia lui Dumitru Croitor și l-a desemnat ca guvernator interimar al Găgăuziei pe Gheorghi Mollo.
Această decizie a fost adoptată după ce procurorul general al regiunii autonome, Gheorghi Leiciu, a trimis o scrisoare Adunării Populare a Găgăuziei afirmând că numirea lui Ivan Kristioglo, ca guvernator interimar al UTA Gagauz Yeri la 10 iulie 2002 a fost ilegală deoarece a încălcat principiul separării puterilor în stat.
Nemulțumit de relațiile cu președintele Vladimir Voronin, Ivan Kristioglo a condus un grup de deputați din legislativul regional de la Comrat, care s-au întâlnit în august 2003 la Tiraspol cu deputații din Sovietul Suprem (legislativul) transnistrean. Kristioglo a declarat pentru jurnaliștii transnistreni că deputații găgăuzi au discutat cu legislatorii de la Tiraspol eventuala participare a reprezentanților Adunării Populare de la Comrat, împreună cu colegii transnistreni, la lucrările Comisiei Constituționale Mixte (CCM).
Ivan Kristioglo s-a declarat nemulțumit de faptul că autonomia găgăuză a fost exclusă din cadrul negocierilor cu privire la constituirea viitoarei federații moldovene. El s-a alăturat forțelor care revendică includerea Găgăuziei în tratativele cu privire la federalizare. Ca urmare a acestei acțiuni, bașcanul Gheorghe Tabunșcic a încercat demiterea lui Kristioglo, dar nu a reușit acumularea celor două treimi din numărul de voturi din Adunarea Populară. Deputații găgăuzi au votat, totuși, în unanimitate o hotărâre, prin care i-au retras lui Kristioglo dreptul de a face declarații în numele Adunării Populare sau a prezidiului acesteia.
La data de 20 decembrie 2003, odată cu formarea unui nou legislativ în autonomia găgăuză, a fost ales un nou președinte al Adunării Populare din UTA Gagauz Yeri în persoana deputatului comunist Stepan Esir.